# كانالونجا
كانالونجا هي كومونا تقع في مقاطعة ساليرنو بجنوب إيطاليا.

## التاريخ
تأسست البلدة بين القرنين التاسع والعاشر الميلاديين. وأصبحت هذه البلدة معروفة في المنطقة حوالي عام 1450، عندما بدأ تقليد الإحتفال المسمى فييرا دي سانتا لوسيا، ويُعرف هذا الإحتفال اليوم باسم فيرا ديلا فريكاجنولا. المعلم التاريخي الأكثر شعبية هناك هو "Palazzo Ducale" (قصر الدوق)، والذي يقع في قلب البلدة، مقابلاً لساحة بيازا ديل بوبولو، حيث ينتمي القصر إلى دوقات كانالونجا، وهم عائلة موغروفيجو رومانو.

## أصل التسمية
إستنادا لبعض سكان تلك البلدة، يرجع هذا الإسم إلى العدد الكبير من سيقان الخيزران (بالإيطالية: canne di bambù) الموجودة في تلك المنطقة، وإستنادا للبعض الآخر، فإنه يشير إلى وحدة قياس قديمة تسمى "canna" أو (نبتة القنا).

## الأطباق
تشمل الوجبات التقليدية مايلي:
- لايين أي سيسياري (وجبة الباستا الكلاسيكية الكبيرة مع الحمص)
- فوسيلي الصوجو دي كاستراتو (وجبة المعكرونة المحلية مع صلصة الطماطم ولحم الضأن)
- تيانو (وجبة عيد الفصح أو وجبة «الرجل الفقير» وهي مكونة من المعجنات مع الذرة الحلوة والحليب والجبن)
- بيتزا الشينا (وجبة فطيرة عيد الفصح، والمكونة من الأرز والبيض والجبن والسلامي)
- بوليتو دي كابرا (وجبة لحم ماعز مسلوق على طريقة إعداد تقليدية وقديمة، وتُقدم كطبق مخصص خلال مهرجان «فيرا ديلا فريكاجنولا»)

## فعاليات خاصة
- في الثالث والعشرون من مارس يُقام إحتفال بحياة القديس توريبيوس مونغروفيجو
- في يوليو يُقام حفل غنائي يسمى بـ ساغرا ديل فوسيرو
- في السادس عشر من يوليو يُقام إحتفال بـ مادونا ديل كارمين.
- في يوم السبت الثاني من سبتمبر يُقام مهرجان فيرا ديلا فريكانيولا